# Antennella ansini
Antennella ansini is een hydroïdpoliep uit de familie Halopterididae. De poliep komt uit het geslacht Antennella. Antennella ansini werd in 2002 voor het eerst wetenschappelijk beschreven door Peña Cantero & García Carrascosa. 